# Ujhāni
Ujhāni är en ort i Indien.   Den ligger i distriktet Budaun och delstaten Uttar Pradesh, i den norra delen av landet, 190 km öster om huvudstaden New Delhi. Ujhāni ligger 173 meter över havet och antalet invånare är 56 309.
Terrängen runt Ujhāni är mycket platt. Runt Ujhāni är det tätbefolkat, med 762 invånare per kvadratkilometer. Närmaste större samhälle är Budaun, 12,2 km öster om Ujhāni. Trakten runt Ujhāni består till största delen av jordbruksmark.